# Hipana

Mapa de la Sicilia arcaica con la ubicación de Hipana, en la parte central de la isla.

Hipana (en griego, Ἱππάνα) es el nombre de una antigua ciudad de Sicilia.
Durante la primera guerra púnica entre romanos y cartagineses, en el año 258 a. C. fue asediada y tomada rápidamente por las legiones romanas de Sicilia, que más tarde conquistaron Mitístrato, Camarina y Enna.
Se han hallado litras de plata del siglo V a. C. y otras monedas de bronce de Hipana fechadas en el siglo IV a. C. donde figura la inscripción «ΙΠΑΝΑΤΑΝ» o «ΙΠΑ». Hipana suele identificarse, aunque no de manera concluyente, con unos restos situados en el monte Cavalli, en la provincia de Palermo.